# Choisya

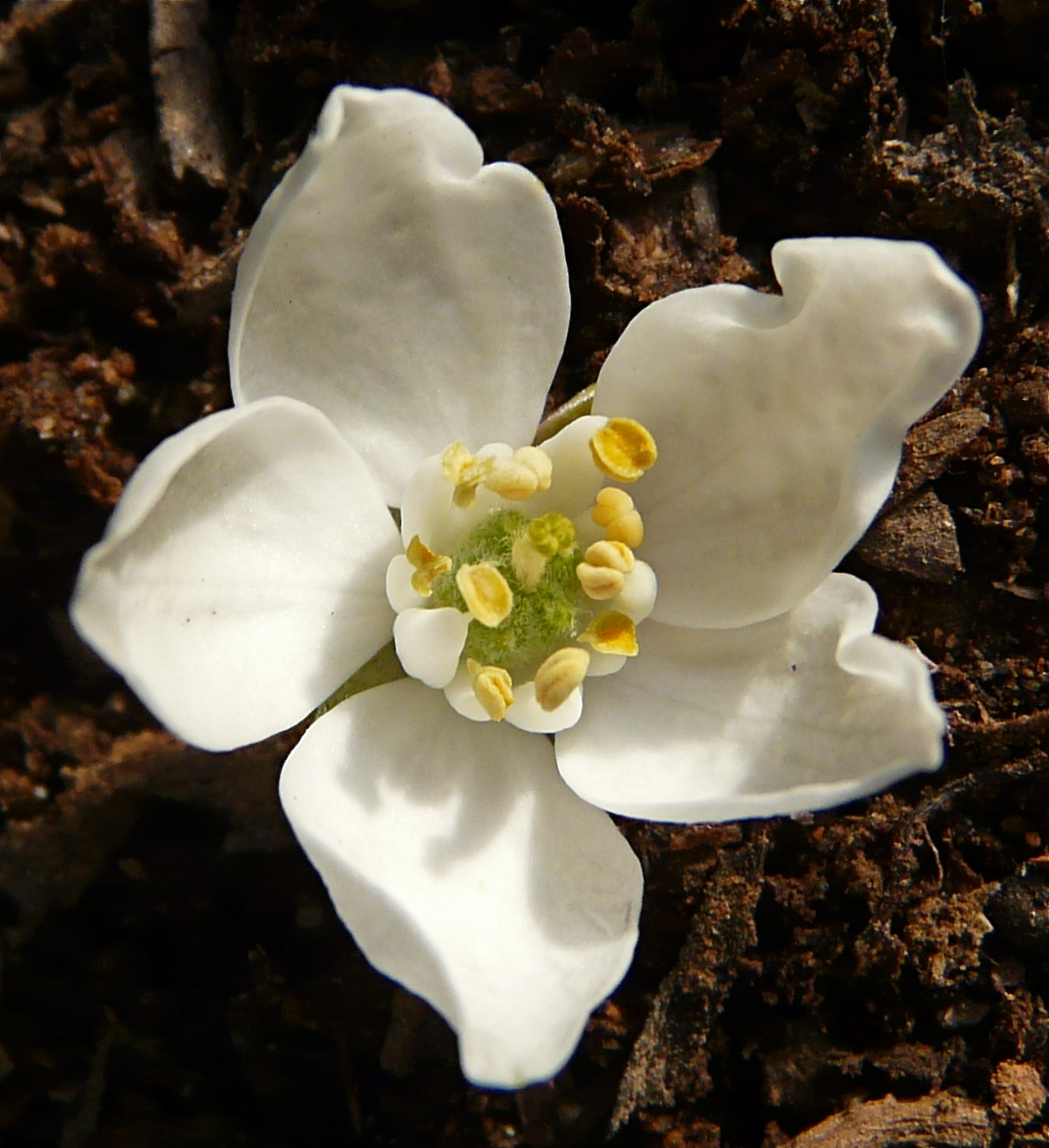
Cận cảnh hoa của loài Choisya ternata.

Choisya /ˈʃɔɪziə/  là một chi nhỏ cây bụi thường xanh trong họ Rutaceae. Các thành viên của chi này thường được gọi là cam Mexico do hoa của chúng có hình dạng và mùi hương tương tự như hoa của loài cam. Chúng có nguồn gốc từ miền Nam Bắc Mỹ, từ Arizona, New Mexico, Texas và về phía nam đến hầu hết Mexico. Humboldt và Bonpland đặt tên cho chi này nhằm vinh danh nhà thực vật học người Thụy Sĩ Jacques Denis Choisy (1799–1859).

## Mô tả
Các loài trong chi có thể phát triển đến 1–3 m (3,3–9,8 ft) chiều cao. Các lá mọc đối, dai, bóng, kép chân vịt có 3-13 lá chét, mỗi lá chét có thể đạt đến 3–8 cm (1,2–3,1 in) chiều dài và 0,5–3,5 cm (0,20–1,38 in) chiều rộng. Loài C. ternata chỉ có 3 lá chét rộng, trong khi loài C. dumosa có đến 3 lá chét rất hẹp. Hoa có hình ngôi sao, đường kính đạt đến 3–5 cm (1,2–2,0 in), có 4-7 cánh hoa màu trắng, 8-15 nhị và một đầu nhụy màu xanh lá cây; cây ra hoa trong suốt cuối mùa xuân và mùa hè. Quả là một quả nang dai có 2 đến 6 múi. 

## Sử dụng

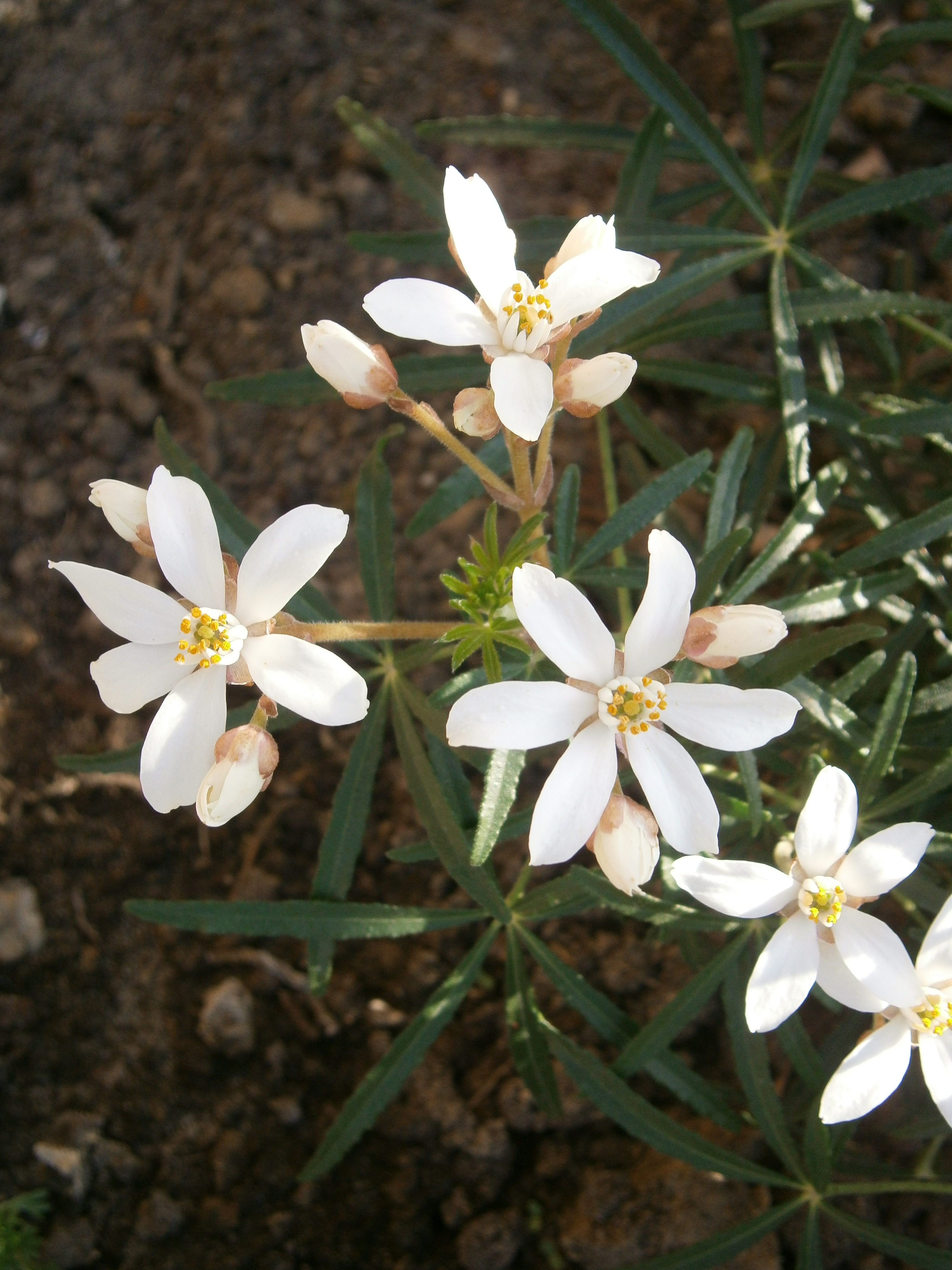
Choisya 'Ngọc trai Aztec'

Các loài thuộc chi Choisya là loại cây cảnh phổ biến ở những vùng có mùa đông ôn hòa, được trồng chủ yếu vì đặc điểm có hoa thơm và nở rộ. Lá cây cũng có mùi thơm, giống mùi cây rêu khi bị dập hoặc cắt. Hoa của các loài Choisya được coi là nguồn thức ăn cho ong mật, sản xuất ra lượng mật hoa dồi dào.

## Hoá học
Nhiều hoạt chất ancaloit quinoline đã được phân lập từ lá của loài C. ternata. Chúng chứa một loại ancaloit (ternanthranin), một anthranilate đơn giản dễ bay hơi có thể được coi là có tác dụng giảm đau, dễ chiết xuất từ thực vật thô. 

## Các loài
- Choisya dumosa ( Torr. ) A.Gray (bao gồm C. arizonica )
- Choisya katherinae CHMüll.
- Choisya neglecta CHMüll.
- Choisya palmeri Standl.
- Choisya ternata Kunth – Hoa cam Mexico [5]